# D (빅뱅의 음반)
〈D〉는 대한민국의 음악 그룹 빅뱅의 여섯 번째 싱글 음반으로 "MADE 시리즈"의 세 번째 싱글 음반이다.

## 배경
2015년 6월 26일, D의 타이틀 곡 "If you"의 포스터를 공개하였다. 다음 날 6월 27일, 두 번째 곡 "맨정신"과 두 번째 포스터를 공개하였다. 7월 1일 두 곡의 신곡이 수록 된 음반이 발매되었다. 앨범이 발매되기 전날인 6월 30일, 네이버 스타캐스트 온라인 방송에서 라이브 카운트 다운 채팅이 진행되었다.

## 상업적인 퍼포먼스
D는 중국에서 발매 20시간만에 500,000 카피를 판매하는 기염을 토했다. 또한 단 4일만에 650,000 디지털 카피 이상을 판매했는데, 이는 중국에서 가장 빠른 기록의 최단시간 판매량이다. 이후 9일만에 앨범은 800,000 카피 이상을 판매하며 중국에서 빅뱅의 앨범 중 베스트셀러를 달성했다.
이 싱글은 한국에서 발매 첫 주만에 50만 디지털 카피를 기록했다. 중국에서 8월 한달간 100만 이상의 디지털 카피 판매량을 기록했다. 7월 16일, 가온 앨범 차트에서 89,017장의 음반 판매량을 기록하며 1위를 차지했다. 일본에서는 4,917장의 음반을 판매해 16위로 차트에 데뷔했다.
빌보드에 따르면 유튜브에서 "6월 동안 미국 및 전 세계에서 가장 많이 본 K-Pop 뮤직 비디오"로("Bang Bang Bang") "맨정신"은 9위에 랭크인 되었다.

## 평가
에픽 하이의 타블로는 "If You"에 대해 자신의 트위터를 통해 “이 노래는 숨이 멎는다”, "맨정신"에 대해서는 “죽이게 좋다”라고 극찬하였다. 양현석은 "If You"에 대해 빅뱅의 노래 중에서 가장 슬픈 곡이라고 언급했다.
빌보드는 D 음반에 대해 “빅뱅이 또 다른 와일드한 뮤직비디오 "맨정신"과 새로운 발라드 "If You"로 돌아왔다”라며 신곡 소식을 전하며, “"맨정신"은 주로 일렉트로닉 힙합 사운드와 경쾌한 팝 비트 대신 지드래곤 2집 쿠데타 앨범의 "삐딱하게"를 연상시키는 퍼커션 연주와 믹스한 기타사운드를 더해 조금 더 록 스타일을 표현했다”라고 평했고 "If You"에 대해서는 “빅뱅의 노래 중 가장 감정적인 곡으로 얇은 스트럼 방식의 기타곡조로 전반적인 분위기를 잡았으며 코러스에서는 절제되고 몽환적인 허밍사운드가 더해졌다”라고 소개했다.
지드래곤은 그의 작사에 좋은 평가를 받았으며, "If You"에 대해 “처음 쓸 때도 생각이 많았고, 의미 있는 노래이다. 저희도 사랑을 해봤으니까 그러던 와중에 쓰게됐다”라고 언급하며, “잔기교 없이 부를 수 있는 노래다. 가사를 곱씹으면서 각자의 상황들을 생각하며 부를 수 있게끔 하고 싶었다”라고 설명했다.
D 음반은 "MADE 시리즈" 중에서 최우수 음반으로 손꼽힌다.

## 프로모션
2015년 7월 11일, 태국 방콕에서 열린 BIGBANG MADE TOUR 2015 공연에서 첫 무대를 선보였다.

## 트랙 리스트
| #            | 제목               | 작사                   | 작곡                      | 편곡            | 재생 시간 |
| ------------ | ------------------ | ---------------------- | ------------------------- | --------------- | --------- |
| 1.           | 〈IF YOU〉         | G-DRAGON               | G-DRAGON, P.K, DEE. P     | P.K, DEE. P     | 4:24      |
| 2.           | 〈맨정신 (SOBER)〉 | TEDDY, G-DRAGON, T.O.P | TEDDY, CHOICE37, G-DRAGON | TEDDY, CHOICE37 | 3:57      |
| 총 재생 시간 | 총 재생 시간       | 총 재생 시간           | 총 재생 시간              | 총 재생 시간    | 8:21      |

| #  | 제목                        | 작사                         | 작곡                          | 편곡            | 재생 시간 |
| -- | --------------------------- | ---------------------------- | ----------------------------- | --------------- | --------- |
| 1. | 〈IF YOU〉                  | G-DRAGON                     | G-DRAGON, P.K, DEE. P         | P.K, DEE. P     | 4:24      |
| 2. | 〈맨정신 (SOBER)〉          | TEDDY, G-DRAGON, T.O.P       | TEDDY, CHOICE37, G-DRAGON     | TEDDY, CHOICE37 | 3:57      |
| 3. | 〈뱅뱅뱅 (BANG BANG BANG)〉 | TEDDY, T.O.P, G-DRAGON       | TEDDY, G-DRAGON               | TEDDY           | 3:40      |
| 4. | 〈Loser〉                   | TEDDY, T.O.P, G-DRAGON       | TEDDY, 태양                   | TEDDY           | 3:39      |
| 5. | 〈BAE BAE〉                 | G-DRAGON, TEDDY, T.O.P       | TEDDY, G-DRAGON, T.O.P        | TEDDY           | 2:49      |
| 6. | 〈WE LIKE 2 PARTY〉         | TEDDY, KUSH, G-DRAGON, T.O.P | TEDDY, KUSH, 서원진, G-DRAGON | TEDDY, KUSH     | 3:15      |
| 7. | 〈IF YOU (Inst.)〉          | G-DRAGON                     | G-DRAGON, P.K, DEE. P         | P.K, DEE. P     | 4:24      |
| 8. | 〈맨정신 (SOBER) (Inst.)〉  | TEDDY, G-DRAGON, T.O.P       | TEDDY, CHOICE37, G-DRAGON     | TEDDY, CHOICE37 | 3:57      |

## 차트
| 차트                               | 최고 순위 |
| ---------------------------------- | --------- |
| 일본 오리콘 주간 앨범 차트         | 16        |
| 일본 오리콘 주간 웨스턴 앨범 차트  | 1         |
| 대한민국 가온 주간 앨범 차트       | 1         |
| 대한민국 가온 월간 앨범 차트 - 7월 | 4         |
| 타이완 (G-Music)                   | 1         |

| 차트     | 판매량    |
| -------- | --------- |
| 대한민국 | 89,017    |
| 중국     | 1,173,499 |
| 일본     | 6,917     |

## 발매
| 국가     | 날짜           | 포맷                     | 라벨                     |
| -------- | -------------- | ------------------------ | ------------------------ |
| 대한민국 | 2015년 7월 1일 | CD 싱글, 디지털 다운로드 | YG 엔터테인먼트, KT 뮤직 |
| 세계     | 2015년 7월 1일 | CD 싱글, 디지털 다운로드 | YG 엔터테인먼트, KT 뮤직 |
| 대한민국 | 2015년 7월 7일 | CD 싱글                  | YG 엔터테인먼트, KT 뮤직 |
| 세계     | 2015년 7월 7일 | CD 싱글                  | YG 엔터테인먼트, KT 뮤직 |
| 일본     | 2015년 7월 8일 | 디지털 다운로드          | YG 엔터테인먼트, YGEX    |